# Meine Mütter - Spurensuche in Riga
Meine muetter – Spurensuche in Riga és una pel·lícula documental alemanya de 2007 dirigida per Rosa von Praunheim. El títol original alemany es tradueix com Les meves mares: busqueu pistes a Riga. Les pel·lícules se centren en la recerca del director de la seva mare biològica.
El director de cinema Rosa von Praunheim ja tenia seixanta anys quan l'any 2000, Gertrud Mischwitzky, la seva mare de 93 anys, li va dir que havia estat adoptat en un orfenat de Riga. Com que els seus pares adoptius eren amorosos i li donaven suport, inicialment no va sentir la necessitat de buscar els seus orígens. Amb la mort de la seva mare, Gertrud, va començar a descobrir detalls de l'ocupació nazi de Letònia, descobrint per casualitat el nom de la seva mare biològica, Edith Radtke, i el seu propi certificat de naixement en un hospital de la presó. Edith va ser assassinada en un manicomi per metges nazis durant la guerra. "MLa meva mare rebel és sens dubte una part de mi, vaig tenir la sort de posar la meva bogeria a les meves pel·lícules", va comentar el director en una entrevista posterior.
Meine Mütter va ser un èxit a la televisió alemanya. Va ser molt ben rebut, fins i tot pels crítics habituals de l'obra de Praunheim. "Semblava que els encantava aquesta", va explicar el director, "perquè es poden identificar amb la seva narrativa. És la meva pel·lícula més emotiva. La vaig fer sense adonar-me que estava realment a la pel·lícula".